# Sankt Stefan am Walde
Sankt Stefan am Walde é um município da Áustria localizado no distrito de Rohrbach, no estado de Alta Áustria.